# Nicola Agioteodorita
Nicola Agioteodorita in greco Νικόλαος Ἁγιοθεοδωρίτης?, Nikolaos Hagiotheodōritēs (... – 1175) è stato uno studioso bizantino, funzionario e metropolita di Atene.
La famiglia degli Agioteodoriti compare per la prima volta all'inizio del XII secolo e tutti i suoi membri erano funzionari civili e religiosi. Nicola e i suoi due fratelli raggiunsero tutti le più alte cariche sotto Manuele I Comneno (r. 1143-1180): Michele Agioteodorita divenne epi tou kanikleiou, orphanotrophos e logothetes tou dromou, mentre Giovanni Agioteodorita divenne Eparca di Costantinopoli e mesazon.
Nicola Agioteodorita fu insegnante di diritto (nomophylax) e ricoprì anche la carica di maistor ton rhetoron (“maestro dei retori”). Successivamente risiedette ad Atene come vescovo metropolita dal 1160 circa fino alla sua morte, avvenuta nel 1175. Il suo successore fu lo studioso Michele Coniata.